# Copa do Turquemenistão de Futebol
A Copa do Turcomenistão de Futebol é uma das competições de nível nacional do Turquemenistão organizada pela Federação Turcomena de Futebol. É realizada na forma do sistema Mata-Mata, decidida em jogos de ida e volta, avançando o vencedor para a próxima fase até sobrar apenas duas equipes que decidirão entre elas quem será a equipe campeã.

## Campeões
- 1993 : Köpetdag Achgabat 4-0 Merw Mary
- 1994 : Köpetdag Achgabat 2-0 Turan Dashoguz
- 1995 : Turan Dashoguz 4-3 Köpetdag Achgabat
- 1996 -
- 1997 : Köpetdag Achgabat 2-0 Nisa Achgabat
- 1998 : Nisa Achgabat 3-0 Nebitchi Balkanabat
- 1999 : Köpetdag Achgabat 3-1 Nebitchi Balkanabat
- 2000 : Köpetdag Achgabat 5-0 Nisa Achgabat
- 2001 : Köpetdag Achgabat 2-0 Nebitchi Balkanabat
- 2002 : Garagam Türkmenabat 0-0 (4 t.a.b. à 2) Sagadam Türkmenbasy
- 2003 : Nebitchi Balkanabat 2-1 (a.p.) Nisa Achgabat
- 2004 : Nebitchi Balkanabat 1-0 Asudalyk Achgabat
- 2005 : Merw Mary 1-1 (3 t.a.b. à 1) Köpetdag Achgabat
- 2006 : HTTU Achgabat 0-0 (7 t.a.b. à 6) Köpetdag Achgabat
- 2007 : Sagadam Türkmenbasy 1-0 (a.p.) Merw
- 2008 : Merw 2-1 HTTU Achgabat
- 2009 : FK Altyn Asyr 3-0 Merw
- 2010 : FC Balkan 3-2 FK Altyn Asyr
- 2011 : HTTU Achgabat 0-0 (4 t.a.b. à 2) FK Achgabat
- 2012 : FC Balkan 2-1  HTTU Achgabat
- 2013 : FK Ahal 2-1  FK Altyn Asyr
- 2014 : FK Ahal 3-2  FC Balkan
- 2015 : FK Altyn Asyr 0-0 (7 t.a.b. à 6) Sagadam Türkmenbasy
- 2016 : FK Altyn Asyr 4-0 FK Achgabat
- 2017 : FK Ahal 4-0 Sagadam Türkmenbasy
- 2018 : Köpetdag Achgabat 0-0 (5 t.a.b. à 4) Energetik